# Reprezentacja Anglii w hokeju na trawie kobiet
Reprezentacja Anglii w hokeju na trawie kobiet jest zaliczana do czołowych zespołów na świecie w tej dyscyplinie. Zdobyła brązowy medal Mistrza świata oraz dwa złote medale Mistrzostw Europy.
Reprezentacja Anglii wielokrotnie także występowała w Champions Trophy, zajmując 3. miejsce w swym najlepszym występie w 2010 roku.

## Osiągnięcia

### Mistrzostwa świata
- nie wystąpiła – 1974
- nie wystąpiła – 1976
- nie wystąpiła – 1978
- nie wystąpiła – 1981
- 5. miejsce – 1983
- 5. miejsce – 1986
- 4. miejsce – 1990
- 9. miejsce – 1994
- 9. miejsce – 1998
- 5. miejsce – 2002
- 7. miejsce – 2006
- 3. miejsce – 2010
- 11. miejsce – 2014
- 6. miejsce - 2018
- 8. miejsce - 2022

### Mistrzostwa Europy
- 4. miejsce – 1984
- 2. miejsce – 1987
- 1. miejsce – 1991
- 4. miejsce – 1995
- 3. miejsce – 1999
- 4. miejsce – 2003
- 3. miejsce – 2005
- 3. miejsce – 2007
- 3. miejsce – 2009
- 3. miejsce – 2011
- 2. miejsce – 2013
- 1. miejsce – 2015
- 3. miejsce – 2017
- 4. miejsce – 2019
- 5. miejsce – 2021
- 4. miejsce – 2023
- 5. miejsce – 2025